# Suonatrice di liuto (Bega)
Il dipinto Suonatrice di liuto è opera del pittore olandese Cornelis Bega e si conserva a Firenze, alla Galleria degli Uffizi.

## Storia e descrizione
Il dipinto ha il suo pendent nel Suonatore di liuto, opera dello stesso autore e realizzata nell'identica epoca. I due dipinti arrivarono agli Uffizi prima del 1704, poiché risultano nell'inventario steso in quell'anno. Attualmente sono inseriti in una cornice di ebano, del XIX-XX secolo. Probabilmente furono acquistati da Cosimo III de' Medici, durante il suo soggiorno nel Paesi Bassi, nel 1667.
L'immagine dei due dipinti fu incisa e pubblicata in una raccolta di incisioni di opere d'arte, che erano presenti alla fine del Settecento agli Uffizi e a Palazzo Pitti. Un altro dipinto di Cornelis Bega, di argomento analogo, è Musicisti ambulanti, oggi esposto al Museo di Haarlem.
Figlio dello scultore Pietro Begijn, o Beggijn, Cornelis è oggi noto col cognome Bega, che forse è una variante del nome di famiglia. Era alunno di Adriaen van Ostade, rimase fedele ai temi preferiti dal suo Maestro e dipinse scene di famiglia, figure di contadini, interni rustici, musici, avventori di taverne; tuttavia ammorbidì la tendenza verso la caricatura, attraverso l'uso di un umorismo più sottile, nei riguardi della classe borghese del tempo.
Al centro di una stanza, un luogo non altrimenti identificabile e dalle pareti in ombra, una ragazza suona il suo liuto. Davanti a lei c'è una cascatella di spartiti, dalle copertine lise e dalle pagine sgualcite. Su uno scanno, in uno stato di precarietà, sono poggiati panni e, sopra questi, una clessidra che segna il tempo. Sullo sfondo, un grande tendaggio grigio forse nasconde il giaciglio e da una nicchia occhieggia una scultura, a forma di putto con le braccia alzate dietro la testa, come una cariatide. La ragazza potrebbe essere una musicista, appena scesa dal carro di una Compagnia girovaga e pronta a riprendere domani il suo cammino. La luce cade su di lei in lieve diagonale, colpendo in pieno il centro della stanza. La ragazza suona, ma dalle labbra semi aperte si comprende che sta anche cantando. È elegante nella sua veste chiara, nel volteggio morbido delle sciarpe che l'avvolgono, nella precisa e delicata posizione delle mani. La ragazza possiede anche un altro liuto, una trombetta e un flauto, segno che è una musicista completa.